# 苏瓦约
苏瓦约（法語：Soyaux，法語發音：[swajo]），法国西南部城市，新阿基坦大区夏朗德省的一个市镇，隶属于昂古莱姆区，其市镇面积为12.76平方公里，2022年1月1日时人口数量为10,057人，在法国城市中排名第1,031位。
苏瓦约位于夏朗德省中部，省会昂古莱姆市区东侧，是昂古莱姆的一个近郊卫星城，其境内建有商业街区。

## 地名来源
根据法国地名学家阿尔贝·多扎的论述，“Soyaux”一名可能出自拉丁语单词“sutis”，意为“猪圈”。

## 历史
苏瓦约的早期历史尚不清楚，其城镇始建于中世纪，历史上长期为昂古莱姆附近的一处普通农业聚落。法国大革命后，苏瓦约成为夏朗德省的一个市镇。自工业革命以来，得益于昂古莱姆的城市扩张，苏瓦约的人口数量逐年增加，并在二十世纪60年代增加了近三倍。1973年，苏瓦约被设立为苏瓦约县的县治，后该县于2014年被撤销。

## 地理

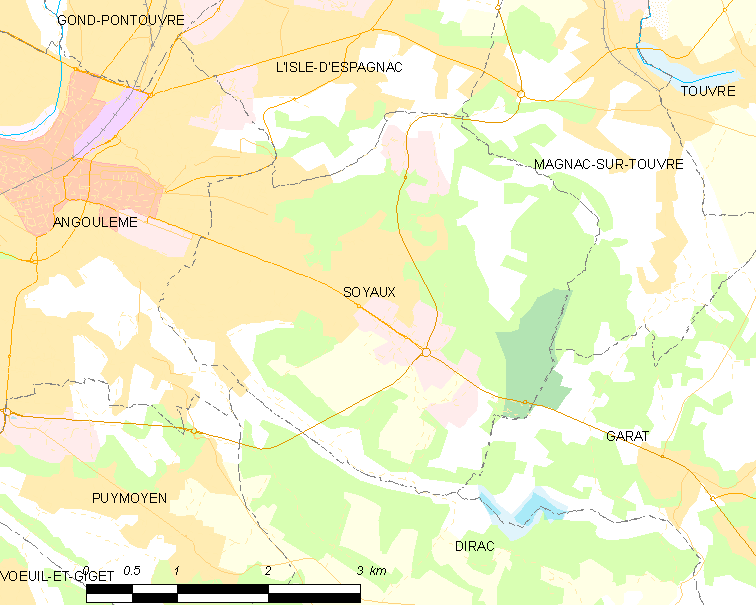
苏瓦约市镇范围地图

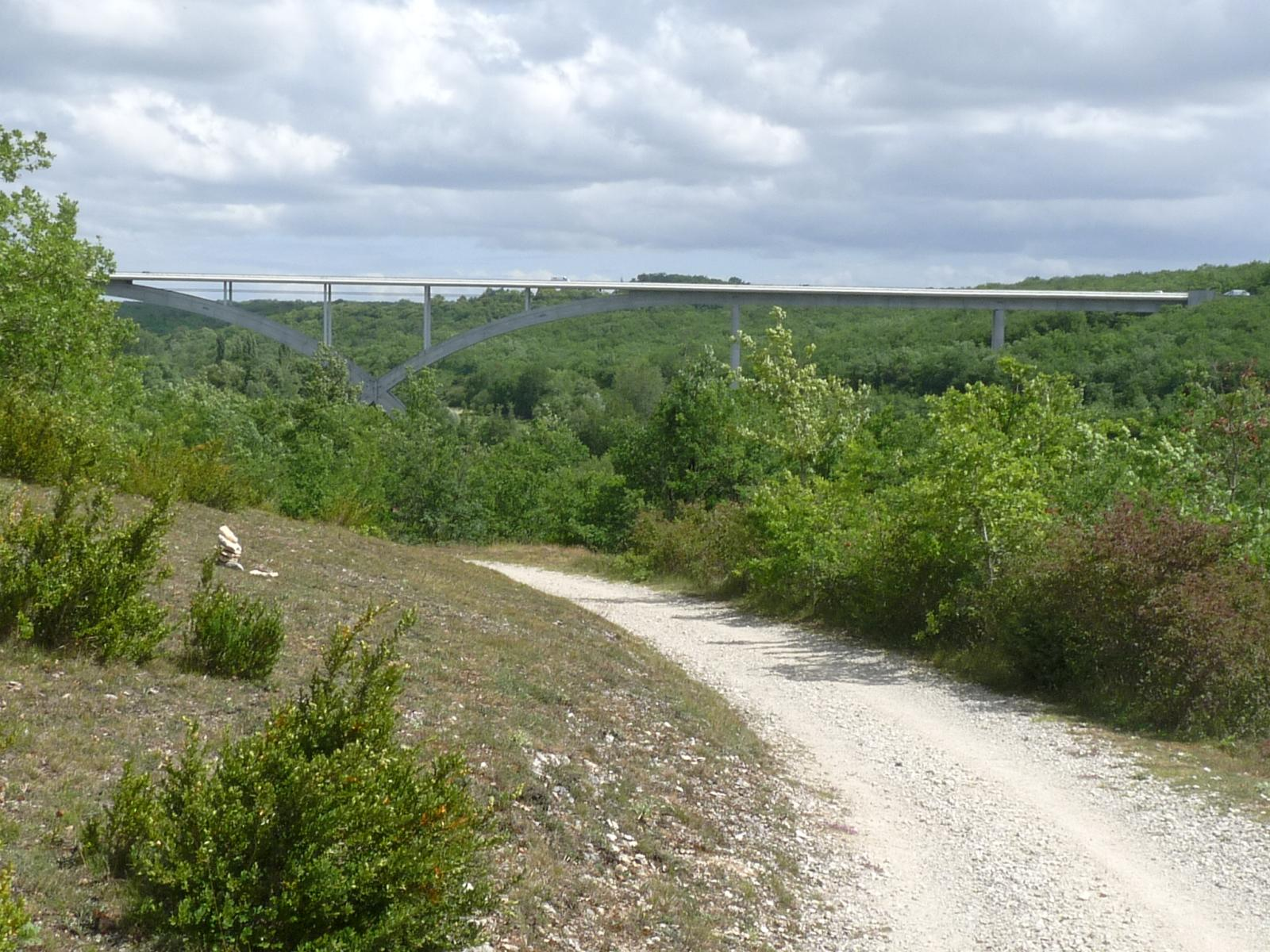
昂吉耶讷河谷内的绿地

苏瓦约位于法国西南部，新阿基坦大区中北部和夏朗德省中部略偏南，距离省会昂古莱姆大约3公里。与苏瓦约接壤的市镇包括：昂古莱姆、迪拉克、加拉、利勒代帕尼亚克和图夫尔河畔马尼亚克。

### 地形
苏瓦约位于阿基坦盆地北部，昂古穆瓦地区腹地，境内以浅丘为主，市镇中心整体地势较为平坦，南侧的河谷地带明显下切，东侧有Montboulard小山，全境海拔在56到166米之间。

### 水文
苏瓦约位于夏朗德河流域范围内，昂吉耶讷河自东南向西流经市镇南界。

### 植被
苏瓦约属于温带阔叶混交林区，林地多分布于河流附近及坡地地带，市区北部为苏瓦约树林（Bois de Soyaux），东部为昂托尔纳克树林（Bois d'Antornac）和蒙布拉尔树林（Bois de Montboulard），南部为拉布鲁斯树林（Bois de La Brousse）和布雷苏尔树林（Bois du Bressour）。
在鲜花城市的评比中，苏瓦约被评为3星级鲜花城市。

### 气候
苏瓦约在柯本气候分类法中属于温带海洋性气候（Cfb）。

## 行政区划
苏瓦约的市镇编号为16374，邮政编号为16800。
在行政管理方面，苏瓦约隶属于法国新阿基坦大区夏朗德省昂古莱姆区；在地方选举方面，苏瓦约隶属于昂古莱姆第三县，其市镇范围全境被划入夏朗德省第一选区；在社会管理方面，苏瓦约是昂古莱姆城市圈公共社区的组成部分。
截至2024年11月，苏瓦约市镇范围内的马讷夫尔田地（Champ de Manoeuvre）街区为城市政策优先街区。
法国国家统计与经济研究所（简称“INSEE”）在进行数据统计时，将苏瓦约及相邻的另外17个市镇设为昂古莱姆城市核心区，并将包括核心区在内的周边共102个市镇划为昂古莱姆城市区。自2020年起，昂古莱姆城市区被包含94个市镇的昂古莱姆城市辐射区代替。此外，INSEE还将苏瓦约市镇分为了5个“块区”（IRIS），以便于统计人口分布情况。

## 交通

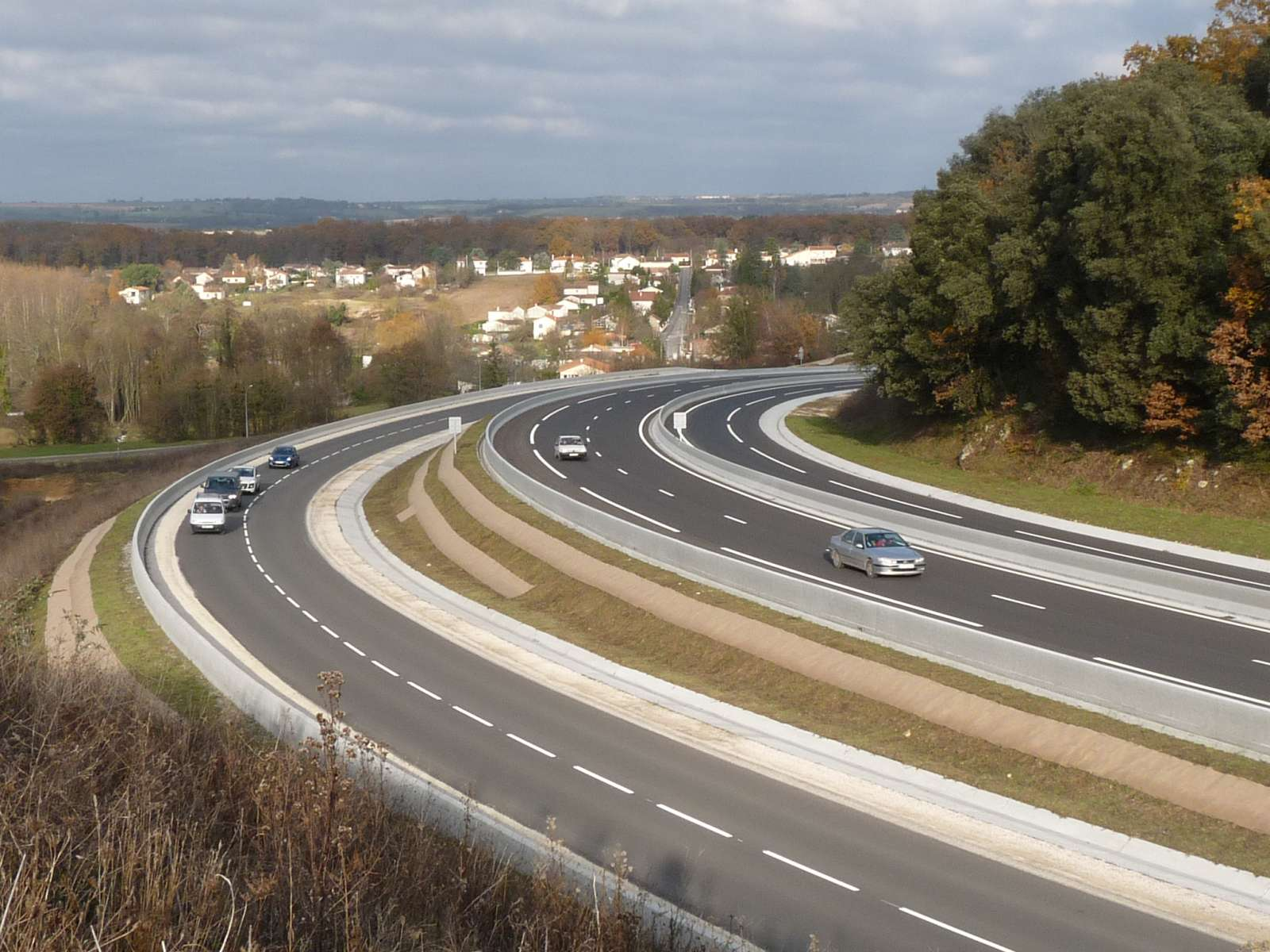
途径苏瓦约的省道D1000线（昂古莱姆环城公路东段）

### 公路
夏朗德省省道D939线和D1000线在苏瓦约境内交汇。新阿基坦大区下属的夏朗德省的城际客运线、线和线经停苏瓦约，可通往[[]]、[[]]、[[]]、[[]]等地。
2021年，71.9%的苏瓦约家庭拥有至少一辆私人汽车。2022年，苏瓦约境内共发生各类交通事故2起，造成6人受伤，其中1人重伤。
| 34 | 73 |

| 昂古莱姆 | 3.5 |

| 拉库罗讷 | 12 |

| 蒙布龙 | 28 |

### 铁路
距离苏瓦约最近的运营中的客运车站为3.3公里外的昂古莱姆站，该站停靠前往巴黎、波尔多、里尔、斯特拉斯堡等地的高速列车，以及前往波尔多、普瓦捷和桑特三个方向的区域列车。

### 航空
苏瓦约距离利摩日机场和波尔多-梅里尼亚克机场的公路里程分别大约97和132公里。

### 城市公共交通
苏瓦约是昂古莱姆城市公共交通（商业名称为“Möbius”）的服务覆盖范围，后者是昂古莱姆城市圈公共社区的城市公共交通系统。截至2024年11月，该系统共包括十余条常规公交线路，其中公交B线和1路、3路经过苏瓦约市区。

## 政治

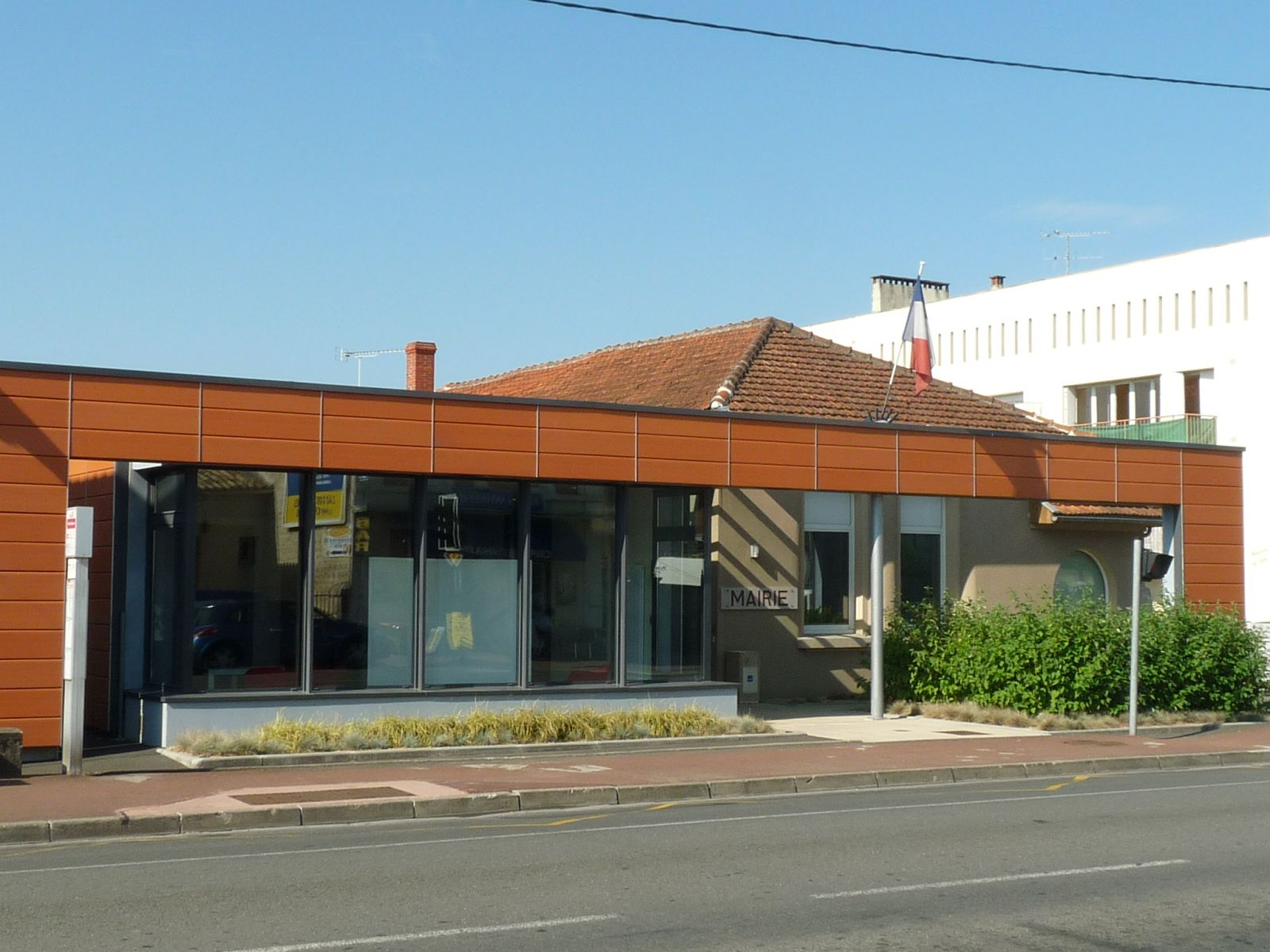
苏瓦约市政厅

苏瓦约的现任市长为弗朗索瓦·内布先生（François NEBOUT），他是一名右翼无党派人士，在2020年的市政选举中获得了41.22%的支持率。
在2022年的法国总统大选的第二轮选举中，法国第25任总统埃马纽埃尔·马克龙在苏瓦约获得了66.26%的支持率。

## 人口
2021年，苏瓦约市镇人口数量为9,995，在法国排名第1,031位。其中男性4,594人，女性5,401人，75岁及以上人口占10.3%，外籍人口数量不详，人口密度为783人/平方公里，当地居民被称为（男性）或（女性）。2022年，苏瓦约境内出生118人，死亡人口144人。
| 苏瓦约1901年－2021年人口变化情况 |
|                                  |
| 数据来源：Cassini、INSEE         |

## 经济
苏瓦约是昂古莱姆的一个近郊卫星城。截至2024年11月，苏瓦约市镇范围内共有各类用人单位（包含自雇）1,242家，平均历史为15年，其中98.33%为中小型企业（PME），2024年9月至11月间，当地的经济活力指数为0。（医疗服务）、（家具销售）及（电器产品销售）是当地2022年已公布营业额最高的三个企业，分别为33,282,004欧元、14,125,747欧元和13,136,311欧元。

## 财政与居民收入
2022年，苏瓦约的财政收入总额为15,078,200欧元，财政支出总额为14,398,600欧元，当年的债务总额为5,822,860欧元。2022年，苏瓦约市镇通过增值税获得368,540欧元的收入，此外当地还共获得了487,730欧元的国家直接财政补助。
| 苏瓦约居民收入情况                               | 苏瓦约居民收入情况 | 苏瓦约居民收入情况    | 苏瓦约居民收入情况 |
| 内容                                             | 苏瓦约             | 法国                  | 统计年份           |
| ------------------------------------------------ | ------------------ | --------------------- | ------------------ |
| 征税家庭总数                                     | 4,433              | 1,081（法国市镇平均） | 2022年             |
| 居民平均月收入                                   | 2,088欧元          | 2,435欧元             | 2022年             |
| 高级职员人均月收入                               | 3,764欧元          | 4,331欧元             | 2021年             |
| 中级职员人均月收入                               | 2,404欧元          | 2,470欧元             | 2021年             |
| 普通职员人均月收入                               | 1,719欧元          | 1,801欧元             | 2021年             |
| 贫困率                                           | 31%                | 14.5%                 | 2020年             |
| 青壮年（15至64岁）失业率                         | 22.8%              | 7.4%                  | 2020年             |
| 征税家庭数量占比                                 | 34.3%              | 45.5%                 | 2020年             |
| 家庭年均纳税                                     | 2,677欧元          | 4,393欧元             | 2022年             |
| 资料来源：INSEE、L'Internaute、Le Journal du Net |                    |                       |                    |

## 社会事务

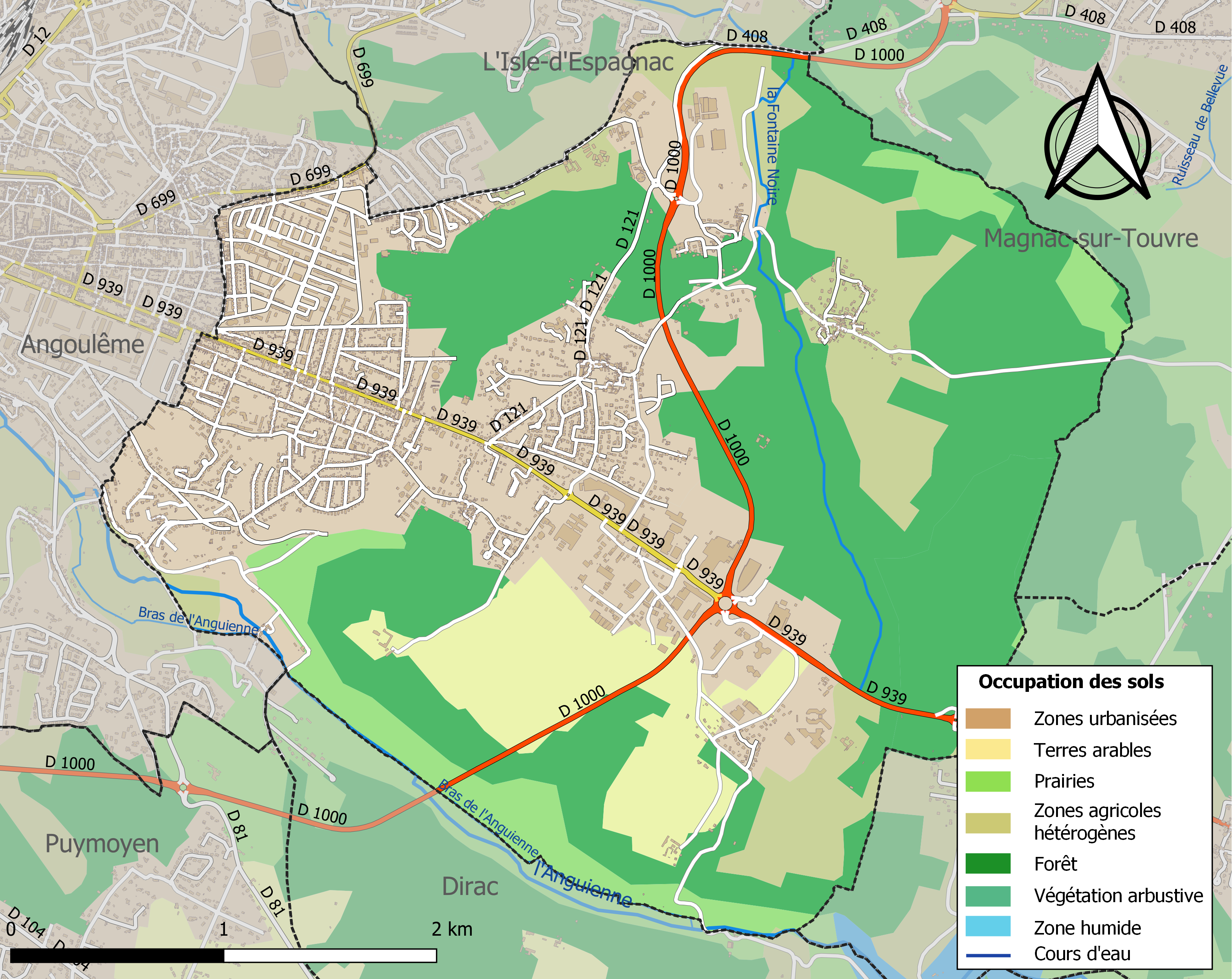
苏瓦约土地利用情况地图

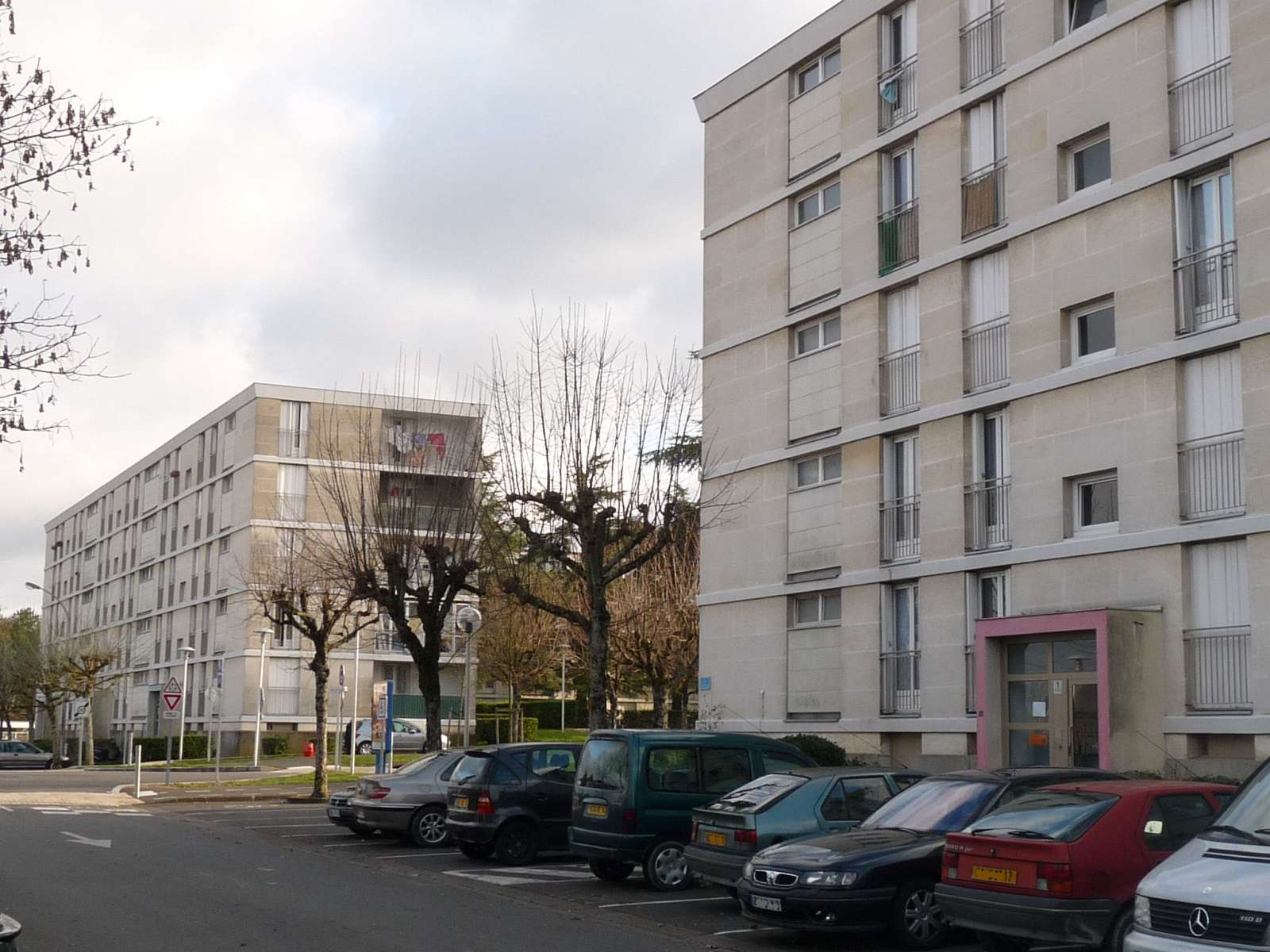
苏瓦约境内的居民公寓

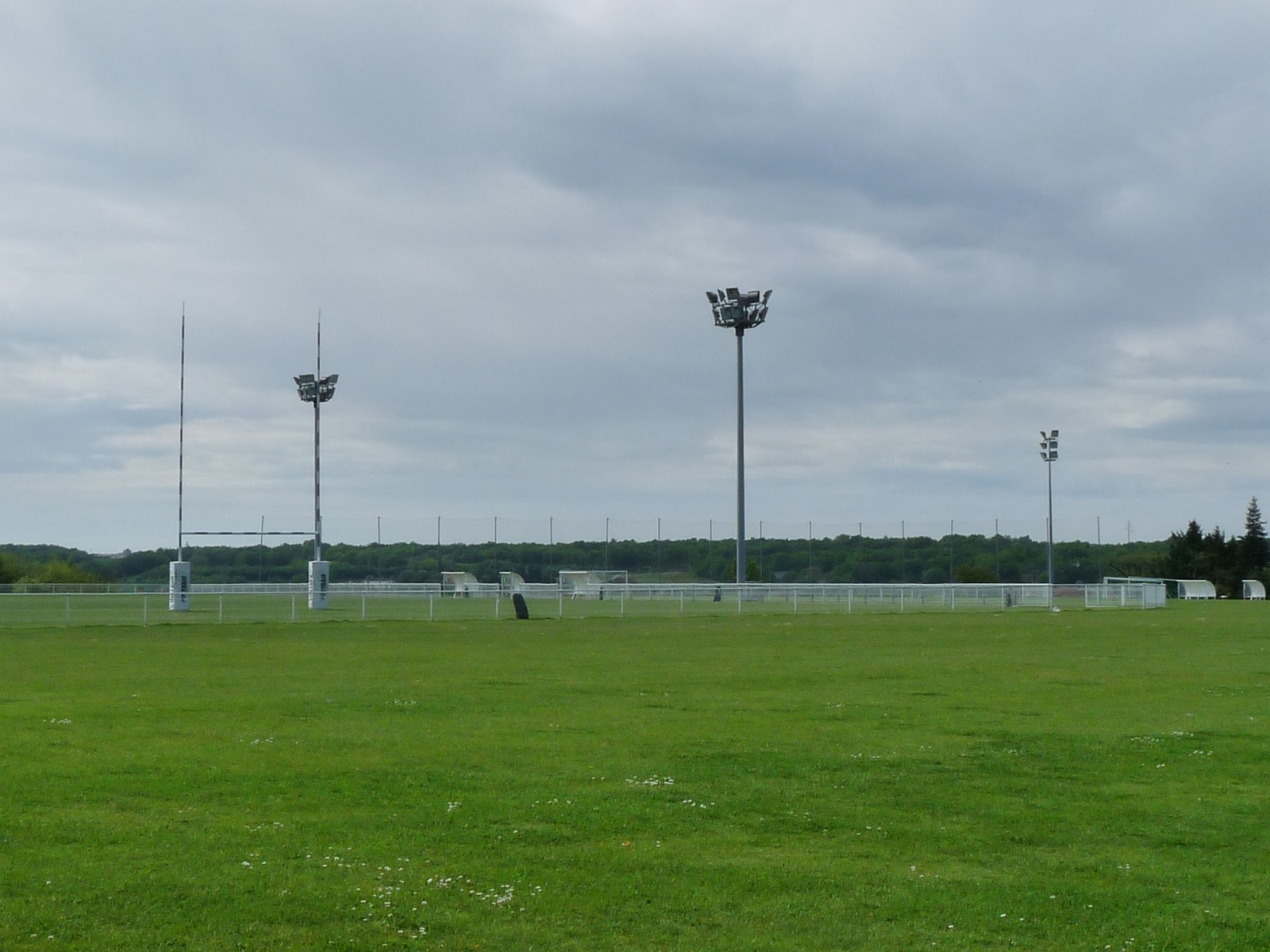
Stade Camille-Lebon（训练场）

### 教育
苏瓦约属于普瓦捷学区。截至2023年1月1日，苏瓦约境内共有5所幼儿园、6所小学、2所初级中学和1所职业高中。2022至2023学年度，苏瓦约境内共有在校中等教育阶段学生893名。

### 医疗
截至2023年1月1日，苏瓦约境内共有全科医生3名、保健师10名、牙医9名、护士10名、耳科医生4名、眼科医生8名、皮肤科医生1名、助产士3名、儿科医生3名和妇科医生7名。境内共有药房3家、养老院2家、残疾人帮扶中心8家。
距离苏瓦约最近的区域性医疗机构为昂古莱姆中心医院，其主病区位于昂古莱姆市区西南部，距离苏瓦约市区的正常车程约14分钟，该院设有床位602个，是夏朗德省境内规模最大的公立综合性医院。
苏瓦约诊疗中心（Centre Clinical de Soyaux）是一家位于苏瓦约境内的综合性私立医疗机构。

### 住房
2021年，苏瓦约境内共有各类住房4,930套，其中56.5%为独立式住宅，42.0%为集中式住宅。常住房屋占苏瓦约市镇范围内居民建筑总量的92.3%。
在住房保障政策方面，2023年，苏瓦约境内共有2,465户家庭获得了家庭津贴补助，受益人数占总人口数量的24.7%，其中1,500份为房租补助。

### 商业
2021年，苏瓦约境内共有各类实体商铺205家，其中餐厅22家、大型超市4家、杂货店4家、面包房7家、肉铺3家、书店1家、装饰品店1家、银行门店5家、美容美发店14家、汽车维修店14家。苏瓦约镇中心建有一家Lidl超市，市区东侧则建有大型开放式商业中心，有家乐福、Jardiland、Conforama、Intersport、Grand Frais、Leroy Merlin等商场。

### 体育
2023年，苏瓦约境内共有4间体育馆、1座综合体育场、1处网球场、5处足球或橄榄球场以及1处篮球或排球场。
截至2024年11月，苏瓦约境内共有三家注册足球俱乐部。昂古莱姆足球俱乐部（编号734317）是当地的代表性足球队，成立于1920年，历史上曾参加过22个赛季的职业联赛，其注册地址位于苏瓦约，其主队2024至2025赛季参加法国全国乙组联赛（法国第四级别），其主场为[Stade Camille-Lebon] 错误：{{Lang}}：無法辨識語言標籤 卡米尔·勒邦球场（帮助）。。此外，苏瓦约青年体育俱乐部（编号734317）亦是当地历史上的代表性足球队，成立于1968年，该队因其女子队而闻名，并于1984年获得女子法国队的冠军，后于2023年解散。
苏瓦约-昂古莱姆橄榄球俱乐部是当地的一支橄榄球俱乐部，其注册地址位于苏瓦约，其主队2024至2025赛季参加法国乙级橄榄球联赛（法国第二级别），其主场为位于昂古莱姆的[Stade Chanzy] 错误：{{Lang}}：無法辨識語言標籤 尚济球场（帮助）。

### 环境
苏瓦约的环境事务由其所属的昂古莱姆城市圈公共社区联合各级政府协调负责。2021年，苏瓦约境内共有1家污染企业。

### 治安
2023年，苏瓦约市镇范围内累计记录各类案件584起，其中盗窃类案件168起，人身侵犯类案件164起，毒品交易类案件74起。

## 文化

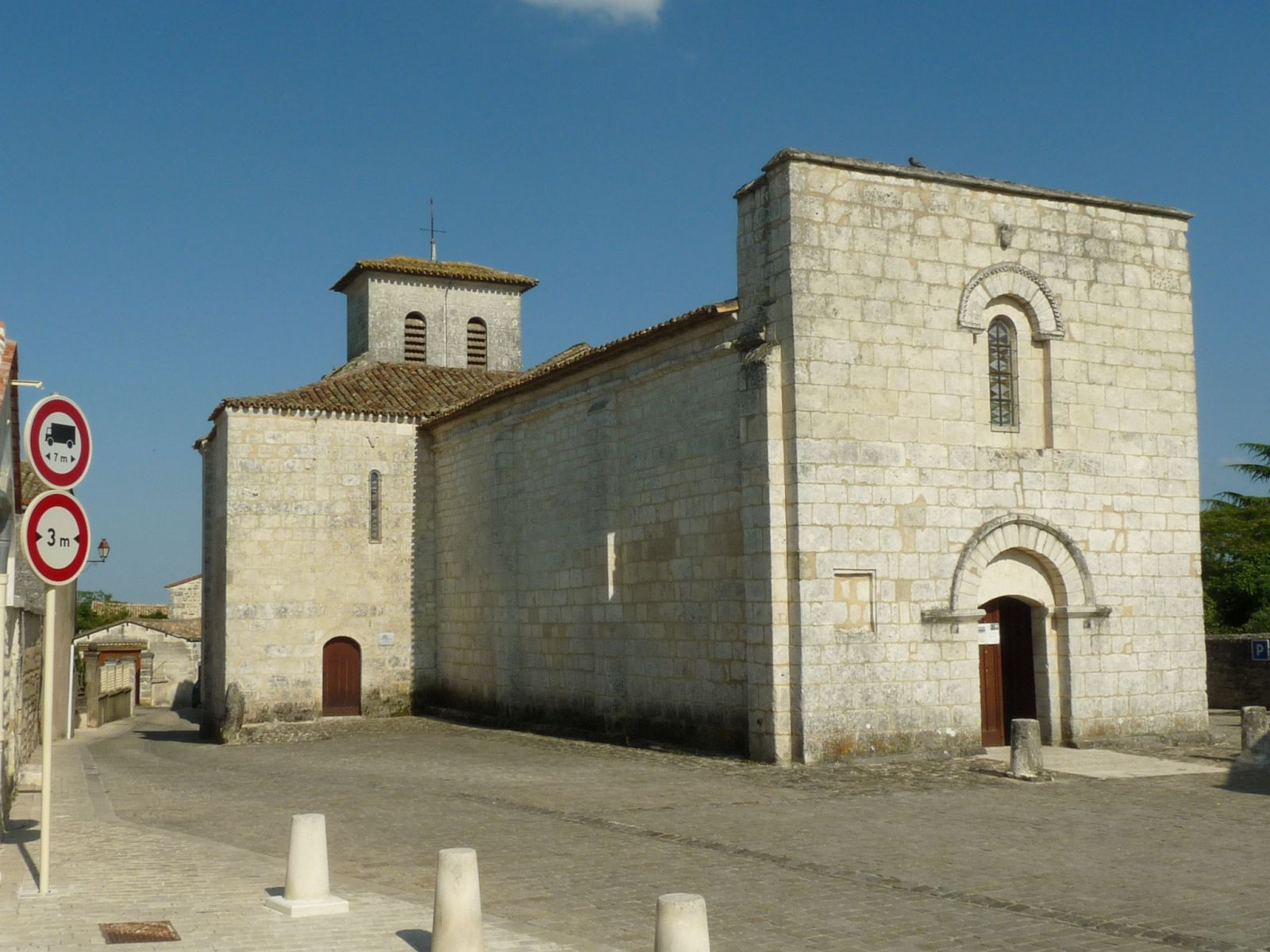
圣马蒂厄教堂

2021年，苏瓦约境内暂无任何文化设施。苏瓦约境内建有全民图书馆（Bibliothèque Pour tous de Soyaux），每周二至五向公众开放。

### 建筑
苏瓦约境内有多处历史建筑，其中圣马蒂厄教堂（Église Saint-Mathieu）为法国国家文物保护单位。

### 旅游
苏瓦约的旅游事务由其所属的昂古莱姆城市圈公共社区联合各级政府协调负责。2024年，苏瓦约境内暂无任何游客接待设施。

### 媒体
法国主要的媒体均可在苏瓦约接收，法国电视三台下属的新阿基坦大区频道在部分时段播出苏瓦约所在夏朗德省的地方新闻。《自由夏朗德报》是法国的一个重要的省级刊物，总部位于昂古莱姆，在夏朗德省境内发行；蓝色法兰西普瓦图广播、云雀广播等亦为当地主要的地方性媒体。

## 相关人物
法国橄榄球运动员戈捷·吉布安出生于苏瓦约。

## 友好城市
截至2024年11月，苏瓦约共与三座城市建立了友好城市关系：
- 捷克 伊万契采
- 西班牙 帕洛斯-德拉弗龙特拉
- 苏格兰 Monifieth